# Madonna col Bambino in trono di Fontignano
La Madonna col Bambino in trono di Fontignano è un affresco del pittore Perugino realizzato nel 1522 e conservato nell'oratorio dell'Annunziata a Fontignano, frazione di Perugia.

## Storia
L'opera si trova nella chiesa di Santa Maria dell'Annunziata, considerata come l'ultimo luogo di lavoro del Perugino; la chiesa apparteneva in origine alla confraternita dell'Annunziata che commissionò il Perugino, all'età di circa 70 anni, per decorare l'edificio (1521-1522).
Il dipinto è l'unica opera peruginiana rimasta nella chiesa e probabilmente è stata realizzata con lo stesso cartone della chiesa di Santa Maria Maggiore de Spello.
Sotto la base dove sono collocati i piedi della Madonna sono indicati l'anno di realizzazione e il nome del promotore (Angniolus Toni Angeli), probabilmente una persona ricca del luogo che, secondo la tradizione dell'epoca, ordinò il dipinto come ringraziamento alla Madonna per la nascita di un erede maschio.
Nel tempo l'infiltrazione di umidità ha notevolmente danneggiato l'affresco, che è stato ridipinto successivamente, cancellando in gran parte le caratteristiche pittoriche originali del maestro.
In passato l'affresco era ricoperto di calce, probabilmente per proteggere dalla peste o per le pessime condizioni di conservazione del dipinto.

## Descrizione
L'opera riprende la rappresentazione ricorrente nella pittura cristiana della Madonna col Bambino, presentando la Vergine Maria con Gesù Bambino.
L'opera proviene probabilmente da una scatola già utilizzata per la Pietà de Spello.
La Vergine è rappresentata massiccia, seduta su un trono, lo sguardo assente deviato dal Bambino assorbito da una contemplazione silenziosa e diretto verso lo spettatore. Tiene tra le sue braccia il Bambino che sembra quasi di fronte a sinistra. La Vergine e il Bambino potano un'aureola sottile.
La parte inferiore è stata probabilmente completamente ridipinta, come dimostrato dalle imperfezioni dei piedi della Vergine la cui posizione lascia a desiderare.
Lo sfondo è praticamente scomparso, ma si possono immaginare le colline rotonde e morbide punteggiate da fragili arbusti persi in lontananza in un cielo limpido, nella tradizione del maestro.

## Stile
Maria indossa i tradizionali colori rosso e blu: il rosso rappresenta la Passione di Cristo e il blu azzurro la Chiesa.
La scena è iscritta secondo un diagramma calmo e piacevole con corrispondenze ritmiche rafforzate dalle inclinazioni delle teste.
I volti sono rimasti intatti ed esprimono ancora la morbidezza, la delicatezza e lo sguardo pensieroso persi nel vuoto che è una delle caratteristiche principali dello stile del maestro.
Il volto della Vergine è tipico della produzione matura dell'artista: rappresenta il volto della semplice e severa Vergine dell'età avanzata.